# 眼斑凤鳚
眼斑凤鳚（学名：Salarias periophthalmus）为鳚科凤鳚属的鱼类。分布于非洲东岸、东至萨摩亚群岛、南至澳大利亚大堡礁、北至日本琉球群岛、台湾以及西沙群岛等。